# Asesinato por engaño
Asesinato por engaño (título original: For Hire) es una película canadiense del género suspenso de 1997, dirigida por Jean Pellerin, escrita por Karen Erbach y Leah Kerr, musicalizada por Alan Reeves, en la fotografía estuvo Barry Gravelle y los protagonistas son Rob Lowe, Joe Mantegna y Bronwen Booth, entre otros. Este largometraje se estrenó el 11 de noviembre de 1997.

## Sinopsis
Trata acerca de un joven que padece cáncer, este se dispone a aceptar plata a cambio de matar a un narcotraficante, con el objetivo de costear la operación.